# St. Martin (Unterwössen)

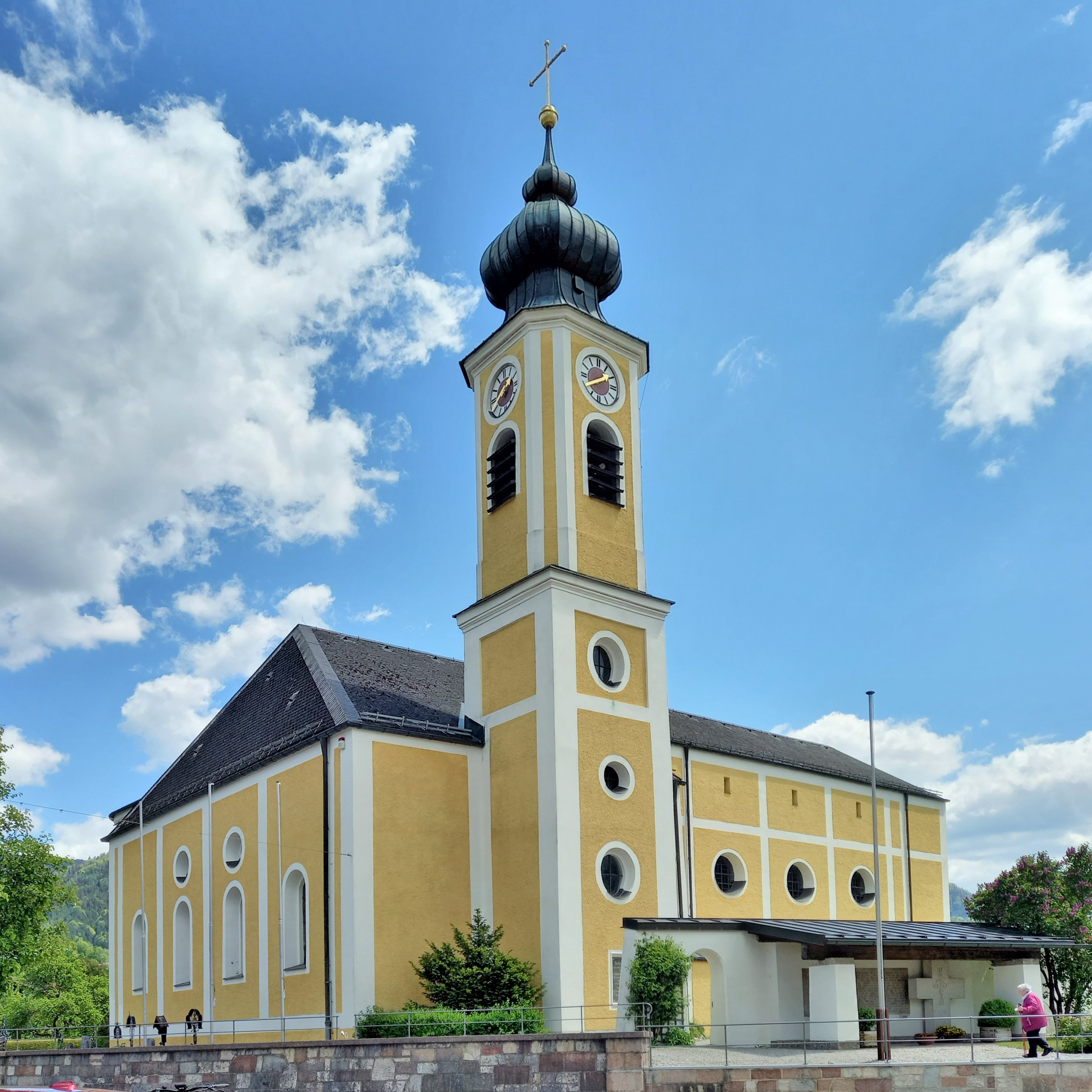
St. Martin in Unterwössen

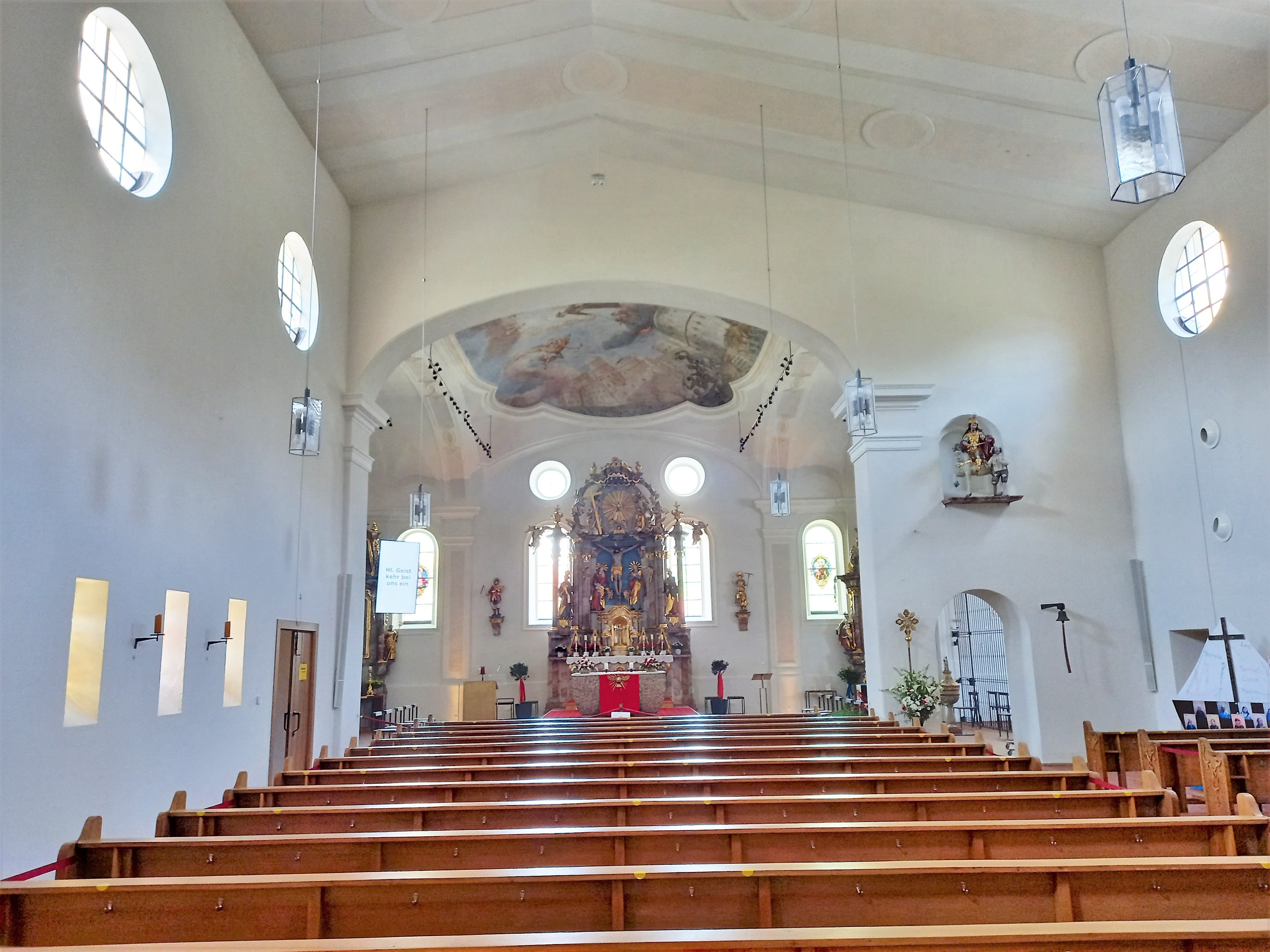
Innenraum

Die römisch-katholische Pfarrkirche St. Martin steht in der Gemeinde Unterwössen im oberbayerischen Landkreis Traunstein. Das Bauwerk ist in der Liste der Baudenkmäler in Unterwössen unter der Nr. D-1-89-160-4 eingetragen. Die Kirche gehört zum Dekanat Traunstein im Erzbistum München und Freising.

## Beschreibung
Die barocke Saalkirche aus einem Langhaus, einem eingezogenen, dreiseitig geschlossenen Chor im Osten und einem Kirchturm auf quadratischem Grundriss im Westen wurde in den Jahren 1780 bis 1783 anstelle eines Vorgängerbaus von 1508/09 erbaut. Nach Plänen von Michael Steinbrecher wurde von 1961 bis 1963 ein neues Langhaus nach Süden angebaut und der Innenraum umorientiert. Der Kirchturm wurde mit einem Geschoss mit abgeschrägten Ecken aufgestockt, das die Turmuhr und den Glockenstuhl enthält, und mit einer Welschen Haube bedeckt. 
Im Gewölbe des alten Teils befinden sich Fresken von Ignaz Baldauf. 

## Orgel

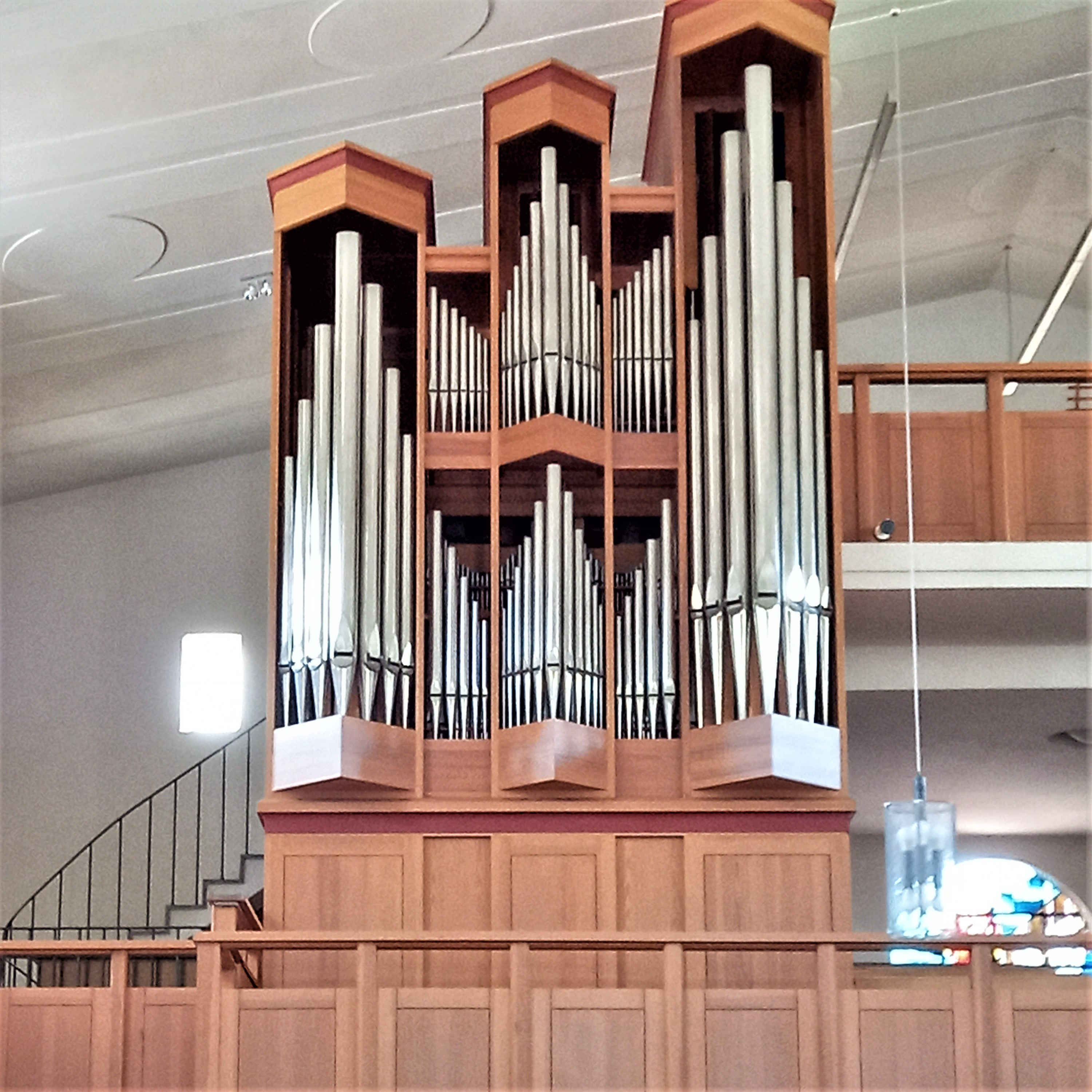
Orgel

Die Orgel mit 24 Registern, verteilt auf zwei Manuale und Pedal, wurde 1988 von Josef Garhammer gebaut. Die Disposition des rein mechanischen Schleifladen-Werkes lautet:
| I Hauptwerk |       |
| Prinzipal   | 8′    |
| Gedackt     | 8′    |
| Quintadena  | 8′    |
| Oktave      | 4′    |
| Rohrflöte   | 4′    |
| Superoktave | 2′    |
| Mixtur IV–V | 1 ⁄3′ |
| Cornett V   | 8′    |
| Trompete    | 8′    |

| II Schwellwerk |       |            |
| Spitzgamba     | 8′    |            |
| Rohrflöte      | 8′    |            |
| Prinzipal      | 4′    |            |
| Holzflöte      | 4′    |            |
| Waldflöte      | 2′    |            |
| Sesquialter II | 2 ⁄3′ | [ Anm. 1 ] |
| Scharff III–IV | 1′    |            |
| Dulcian        | 8′    |            |
| Tremulant      |       |            |

| Pedal         |       |
| Subbaß        | 16′   |
| Oktavbaß      | 08′   |
| Gedacktbaß    | 08′   |
| Choralbaß     | 04′   |
| Hintersatz IV | 2 ⁄3′ |
| Posaune       | 16′   |
| Fagott        | 08′   |

- Koppeln: I/II, I/P, II/P

Anmerkungen
1. ↑  Vorabzug 2 2⁄3′